# Fred Mace
Fred Mace est un acteur américain du cinéma muet, né le 22 août 1878 à Philadelphie (Pennsylvanie) et mort le 21 février 1917 à New York dans l'État de New York.

## Biographie
Mort très jeune d'une attaque d'apoplexie (accident vasculaire cérébral), Fred Mace débute au cinéma en 1909 à la Biograph Company et a cependant tourné dans de très nombreux films. Il suit Mack Sennett lorsque ce dernier part diriger The Keystone Film Company avec Mabel Normand, Fred Sterling ou Henry Lehrman.

## Filmographie

### Biograph Company
- 1909 : A Fool's Revenge de D. W. Griffith
- 1910 : The Call
- 1910 : A Knot in the Plot
- 1910 : A Lucky Toothache
- 1911 : The Wonderful Eye
- 1911 : Jinks Joins the Temperance Club : Jinks
- 1911 : Mr. Peck Goes Calling
- 1911 : The Diving Girl : The Uncle
- 1911 : The $500 Reward : Dr. John Watson
- 1911 : The Villain Foiled
- 1911 : The Baron
- 1911 : The Village Hero : Eugene
- 1911 : The Lucky Horseshoe
- 1911 : When Wifey Holds the Purse Strings
- 1911 : Caught with the Goods de Mack Sennett
- 1911 : A Convenient Burglar de Mack Sennett : Mr. Gay
- 1911 : Her Awakening : A Laundry Customer
- 1911 : Too Many Burglars de Mack Sennett : The Burglar
- 1911 : Trailing the Counterfeiter : Second Sleuth
- 1911 : Josh's Suicide
- 1911 : Through His Wife's Picture : A Friend
- 1911 : The Long Road : In Bar
- 1911 : Their First Divorce Case : Second Sleuth
- 1911 : A Victim of Circumstances : The Jewelry Clerk
- 1911 : Dooley's Scheme : Officer Dooley
- 1911 : Through Darkened Vales (en) de D. W. Griffith : Dave's Employer
- 1911 : Why He Gave Up : The Husband
- 1911 : Abe Gets Even with Father : Murphy the Janitor
- 1911 : Caught with the Goods : Second Sleuth
- 1911 : A Mix-up in Raincoats de Mack Sennett (court métrage)
- 1912 : Brave and Bold : Mr. Blowhard
- 1912 : With a Kodak : Mr. Hobbs
- 1912 : A Near-Tragedy : The Sheriff
- 1912 : Got a Match
- 1912 : The Engagement Ring : The Jeweler
- 1912 : A Spanish Dilemma : Jose
- 1912 : Hot Stuff : Hank's Sweetheart's Uncle
- 1912 : A Voice from the Deep de Mack Sennett : Harold
- 1912 : Those Hicksville Boys : Zeb
- 1912 : Their First Kidnapping Case : Second Sleuth
- 1912 : Help! Help! : Mr. Suburbanite
- 1912 : The Brave Hunter (non confirmé)
- 1912 : The Leading Man : The Landlord
- 1912 : The Fickle Spaniard : The Spaniard
- 1912 : When the Fire-Bells Rang : The Fireman's Brother
- 1912 : Helen's Marriage : Clubman
- 1912 : A Close Call : Street Faker
- 1912 : Algy the Watchman : Algy, the Watchman
- 1912 : Neighbors : First French Family, the Husband
- 1912 : Katchem Kate
- 1912 : A Dash Through the Clouds (en) de Mack Sennett  : Chubby
- 1912 : One Round O'Brien de Mack Sennett : One-Round O'Brien
- 1912 : The Speed Demon : The Speed Demon
- 1912 : His Own Fault : Mr. Brown
- 1912 : The Would-Be Shriner : On Street

### The Keystone Film Company
- 1912 : Cohen Collects a Debt (it) de Mack Sennett
- 1912 : Lie Not to Your Wife : A Beach Masher
- 1912 : The New Neighbor (it) de Mack Sennett
- 1912 : Riley and Schultz (it) de Mack Sennett
- 1912 : The Beating He Needed de Mack Sennett : The College Boy
- 1912 : Pedro's Dilemma de Mack Sennett
- 1912 : Stolen Glory (it) de Mack Sennett : Gardener Burns
- 1912 : The Postman : The Postman
- 1912 : The Flirting Husband (it) de Mack Sennett
- 1912 : Ambitious Butler (it) de Mack Sennett : The Butler
- 1912 : Mabel's Lovers (en) de Mack Sennett : Mabel's Suitor
- 1912 : At It Again de Mack Sennett : Myred Face - Sleuth
- 1912 : The Deacon's Troubles (it) de Mack Sennett
- 1912 : A Temperamental Husband (it)  de Mack Sennett (non confirmé)
- 1912 : The Rivals (it) de Mack Sennett : Fred
- 1912 : Mr. Fix-It (it) : Friend
- 1912 : A Desperate Lover
- 1912 : A Bear Escape (it) de Mack Sennett : 2nd Sleuth
- 1912 : Pat's Day Off (it) de Mack Sennett : Man in Overalls
- 1912 : Brown's Seance : Mr. Brown
- 1912 : A Midnight Elopement (it) de Mack Sennett
- 1912 : A Family Mixup (it)  de Mack Sennett : Brown
- 1912 : Mabel's Adventures (en) de Mack Sennett : The Burlesque Queen
- 1912 : The Drummer's Vacation : The Farmer
- 1912 : Hoffmeyer's Legacy (en) de Mack Sennett  : Hoffmeyer's Wife
- 1912 : A Widow's Wiles
- 1912 : Mabel's Stratagem : Jones - Mabel's Boss
- 1913 : Saving Mabel's Dad (it) de Mack Sennett : Fred - Mabel's Suitor
- 1913 : A Double Wedding (it) de Mack Sennett : The Bride
- 1913 : The Cure That Failed (it) de Mack Sennett : George's Female Friend
- 1913 : The Elite Ball (it) : Rastus - Banjo Player
- 1913 : Just Brown's Luck (it) : Brown
- 1913 : Just Brown's Luck (it) : Confederate Soldier
- 1913 : The Stolen Purse (it) : 2nd Cop
- 1913 : The Jealous Waiter de Mack Sennett
- 1913 : Mabel's Heroes (it) : 2nd Suitor
- 1913 : Her Birthday Present (it) : Bandit
- 1913 : Heinze's Resurrection (it) : Pat
- 1913 : Forced Bravery (non confirmé - non crédité)
- 1913 : A Landlord's Troubles (it) de Mack Sennett (non confirmé - non crédité)
- 1913 : The Professor's Daughter (it) : Fred - the Professor's Daughter's True Love
- 1913 : A Red Hot Romance (it) : Gomez
- 1913 : A Doctored Affair (it) (non confirmé - non crédité)
- 1913 : The Sleuth's Last Stand (it) de Mack Sennett : 2nd Sleuth
- 1913 : A Deaf Burglar (it) de Henry Lehrman : The Burglar
- 1913 : The Sleuths at the Floral Parade (it) de Mack Sennett : 2nd Sleuth
- 1913 : The Rural Third Degree
- 1913 : Foiling Fickle Father (non confirmé - non crédité)
- 1913 : The Rube and the Baron : The Baron
- 1913 : A Wife Wanted (en) : Wild Steve Hale
- 1913 : Jenny's Pearls : Hamlin
- 1913 : At Twelve O'Clock : The Mexican
- 1913 : Her New Beau
- 1913 : Those Good Old Days : King Fizzle
- 1913 : The Grey Sentinel de Burton L. King
- 1913 : Father's Choice (it) de Henry Lehrman : Charflie - Mabel's Sweetheart
- 1913 : A Game of Poker (non confirmé)
- 1913 : Murphy's I.O.U. : Murphy
- 1913 : A Dollar Did It : Riley
- 1913 : Cupid in a Dental Parlor : Harold
- 1913 : Bangville Police de Henry Lehrman : Sheriff of Bangville
- 1913 : Algy on the Force : Algy
- 1913 : The Darktown Belle
- 1913 : Hubby's Job
- 1913 : The Foreman of the Jury (en) : The Thief
- 1913 : Fatty et le Voleur (The Gangsters) de Henry Lehrman : un gangster
- 1913 : Mimosa's Sweetheart
- 1913 : The Tongue Mark
- 1913 : The Tale of a Black Eye : Jones
- 1913 : One Round O'Brien Comes Back : One Round O'Brien
- 1913 : His Way of Winning Her
- 1913 : A Devilish Doctor
- 1913 : The Doctor's Ruse
- 1913 : A Horse Unfed
- 1913 : One Round O'Brien's Flirtation : One Round O'Brien
- 1913 : The Turkish Bath
- 1913 : Old Moddington's Daughters
- 1913 : Fred's Trained Nurse : Fred
- 1913 : The Speed Bear
- 1913 : The Rube Boss
- 1913 : Anne of the Trails
- 1913 : Schnitz the Tailor (non confirmé)
- 1913 : Ketchem and Killem
- 1913 : One Round O'Brien Comes East : One Round O'Brien
- 1913 : His Nobs the Plumber
- 1913 : Fred Goes in for Horses : Fred
- 1913 : Fred's I.O.U. : Fred
- 1914 : The Tale of a Shirt
- 1914 : An Accidental Baby (non confirmé)
- 1914 : Too Many Brides (non confirmé) (non crédité)
- 1914 : One Round O'Brien in the Ring Again : One Round O'Brien
- 1914 : Black Hand Conspiracy
- 1914 : Up in the Air Over Sadie
- 1914 : Village School Days
- 1914 : Rafferty's Raffle
- 1914 : Dad's Terrible Match
- 1914 : A Parcel Post Auto
- 1914 : The Battle of Chili and Beans : Apollo Fred
- 1914 : Apollo Fred Sees the Point : Apollo Fred
- 1914 : Some Bull's Daughter
- 1914 : 'Mabel au volant (Mabel at the Wheel) de Mabel Normand et Mack Sennett : Dubious character (non crédité)
- 1914 : Up and Down
- 1914 : Apollo Fred Becomes a Homeseeker
- 1914 : The Cheese of Police
- 1915 : What Happened to Jones : Jones
- 1915 : My Valet : Foreign Suitor
- 1915 : A Janitor's Wife's Temptation
- 1915 : Crooked to the End
- 1915 : Fatty au théâtre (Fatty and the Broadway Stars) : Acteur
- 1916 : Love Will Conquer
- 1916 : The Village Vampire d'Edwin Frazee
- 1916 : A Love Riot
- 1916 : An Oily Scoundrel
- 1916 : Bath Tub Perils
- 1916 : The Love Comet
- 1916 : A Lover's Might
- 1916 : His Last Scent